# La Capilla, Tamaulipas
La Capilla är en ort i Mexiko.   Den ligger i kommunen Matamoros och delstaten Tamaulipas, i den östra delen av landet, 700 km norr om huvudstaden Mexico City. La Capilla ligger 4 meter över havet och antalet invånare är 522.
Terrängen runt La Capilla är mycket platt. Havet är nära La Capilla åt sydväst.  Närmaste större samhälle är Las Higuerillas, 12,7 km söder om La Capilla. Trakten runt La Capilla består i huvudsak av gräsmarker.